# エイシズ・アンド・エイツ
エイシズ・アンド・エイツ（Aces & Eights）は、アメリカのプロレス団体、TNAで存在したユニット。ロゴとして、トランプのAと8が使われている。

## 来歴
2012年6月14日に、謎の覆面レスラー3人組がスティングを襲撃。7月5日に、ハルク・ホーガン宛に写真と来週に襲撃する予告状を送った。
7月12日、予告通り、ホーガンとスティングの2人を襲撃。その後も、ジェフ・ハーディー、ブリー・レイ、オースチン・エリーズを襲撃する。
10月14日に行われたバウンド・フォー・グローリーにて、メンバーの1人の覆面を剥がしたところ、その人物はレイの元パートナーディーボンだった。
11月1日のオープン・ファイト・ナイトにて行われたブリー・レイ対ディーボンの試合で、TNA正規軍とエイシズ・アンド・エイツが乱闘。ジョセフ・パークがメンバーの一人に襲撃を受け、抵抗した際にマスクを剥がしたところ、その人物は、WWEで活躍したルーク・ギャローズだった。以降、ギャローズはDOCにリングネームを変更した。
12月27日、数週間ぶりに現れたミスター・アンダーソンがメンバー入りをしていたことが発覚。
2013年1月3日に、最後の覆面メンバーがノックスと判明。17日に行われたレイとブルック・ホーガンの結婚式で、アナウンサーのタズがメンバー入りしたことをカミングアウト、その直後にエイシズ・アンド・エイツが襲撃。更に、31日にギャレット・ビショフとウェスリー・ブリスコも加入する。
3月7日にディーロ・ブラウンが加入。10日、ロックダウン2013に行われたレイVSジェフの試合にて、エイシズ・アンド・エイツが介入し、レイがTNA世界ヘビー級王座を獲得。その際に、自身がエイシズ・アンド・エイツの真のリーダーであり、襲撃を受けた件も自作自演だったことをカミングアウトする。
5月2日、カート・アングルとのアイ・クイット・マッチに敗れたブラウンがメンバーから暴行を受け、追放。7月12日、DOCがTNAを退団。8月22日、メインイベント・マフィアとの対決に敗れ、ディーボンが追放。同日に、穴埋めすべくブロークがメンバー入りした。9月5日、アンダーソンがスティングとの世界ヘビー級王座の挑戦者決定戦で勝利したことにより、脱退。26日にメンバーとの間で亀裂が入ったウェスリーが、敗戦後に暴行を受け追放された。
11月14日、アンダーソンがレイに自身のクビとエイシズ・アンド・エイツの解散を賭ける対決を申し込み、レイがこれを承諾。翌週の21日に行われ、レイがアンダーソンに敗れた為、解散が決定した。

## メンバー
- ブリー・レイ
- ノックス
- ギャレット・ビショフ
- タズ
- ブローク

### 元メンバー
- ディーボン
- DOC
- ミスター・アンダーソン
- ウェスリー・ブリスコ
- ディーロ・ブラウン